# Top.HR Music Awards 2022.
Top.HR Music Awards 2022. je godišnja glazbena nagrada u Hrvatskoj koja je bila dodijeljena za glazbeni doprinos u 2021. godini.
Dodjela nagrada održala se 7. ožujka 2022. godine u zagrebačkom klubu klub Mint&more. Snimka dodjele bila je prikazana 12. ožujka 2022. godine u popodnevnom terminu na RTL Televiziji. 
Nagrada Top.HR Music Awards 2022. godine dodjeljivala se u deset kategorija.